# Wade Flemons
Wade Flemons, né le 25 septembre 1940 à Coffeyville (Kansas) et mort le 13 octobre 1993 à Battle Creek (Michigan), est un chanteur de soul américain. 
Il écrit et enregistre sa première chanson à l'âge de 17 ans, Here I Stand, avec son groupe, les New Comers, et signe avec le label Vee-Jay Records, basé à Chicago. Here I Stand rencontre un succès modeste aux États-Unis atteignant la 19e du classement rhythm and blues et la 80e place du Billboard Hot 100 en 1958. Il sort l'année suivante l'album Wade Flemons.
Wade Flemons est avec, entre autres, Maurice White et Verdine White, un membre fondateur du groupe Earth, Wind and Fire. Il en fait partie en tant que chanteur sur les deux premiers albums du groupe, Earth, Wind & Fire (1971) et The Need of Love (1972).

## Discographie

### Avec Earth, Wind and Fire
- 1971 : Earth, Wind & Fire
- 1972 : The Need of Love

### En tant qu'artiste solo

#### Albums studio
- Wade Flemons (1959)

#### Singles
| Date | Titre                                              | Meilleur classement | Meilleur classement | Album               |
| Date | Titre                                              | É-U                 | É-U R&B             | Album               |
| ---- | -------------------------------------------------- | ------------------- | ------------------- | ------------------- |
| 1958 | Here I Stand / My Baby Likes to Rock               | 80                  | 19                  | Wade Flemons (1959) |
| 1959 | Slow Motion / Walking By the River                 | 101                 | —                   | Wade Flemons (1959) |
| 1959 | What's Happening / Goodnite It's Time to Go        | 94                  | —                   | Wade Flemons (1959) |
| 1960 | Easy Lovin' / Woops Now                            | 70                  | 10                  | Wade Flemons (1959) |
| 1961 | Please Send Me Someone to Love / Keep On Loving Me | —                   | 20                  | NC                  |